# سيفينث هيفين (مطعم)
سيفينث هيفين (بالروسية: «Седьмое небо»)‏ هو مطعم دوار من ثلاثة مستويات في برج تلفزيون أوستانكينو في موسكو، روسيا.
يتكون المطعم من ثلاث قاعات: برونزية وفضية وذهبية، وتحتل ثلاثة طوابق منفصلة بارتفاع 328–334. فوق سطح الأرض. المساحة الاجمالية للصالات 600 م؛ عرض كل من القاعات الثلاث 2.5 متر (8 قدم 2 بوصة). السعة القصوى لكل مستوى تصل إلى 80 شخصًا. الحجوزات مطلوبة

## وصلات خارجية
- صفحة المطعم والحجوزات